# آنتی-مانیتور
آنتی-مانیتور (به انگلیسی: Anti-Monitor) یک شخصیت خیالی ابرشرور در کتاب‌های کامیک آمریکایی منتشر شده توسط دی‌سی کامیکس و هماورد اصلی مینی‌سریال بحران در زمین‌های بی‌انتها است که بعدها به عنوان دشمن سپاه گرین لانترن و لیگ عدالت ظاهر شد. این شخصیت توسط مارو وولفمن، جرج پرز و جری اوردوِی خلق شده‌است و برای اولین بار حضوری تک‌جلوه در شمارهٔ ۲ بحران در زمین‌های بی‌انتها داشت تا اینکه در شمارهٔ ۵ از همان مجموعه به صورت کامل رونمایی شد.
لامونیکا گرت نقش این شخصیت را به عنوان هماورد اصلی در کراس‌اوور ارو ورس تحت نام بحران در زمین‌های بی‌انتها ایفا کرده‌است.

## خلقت
بعد از جداشدن یکی از اعضای نگهبانان گرین لنترن به نام کرونا او به آزمایشاتی بسیاری پرداخت و در یکی از این آزمایشات او باعث باز شدن دروازه‌ای از دنیای پاد ماده به دنیای ماده شد که آنتی مانیتور از آن عبور کرد و از این موقعیت استفاده کرد و به دنبال نابودی و جذب انرژی تمام مولتیورس بود.

## داستان
آنتی مانیتور موج پاد ماده‌ای درست کرد و بسیاری از انرژی جهان‌ها را جذب کرد و قدرت بیشتری پیدا کرد و با استفاده از آن توانست بحران بینهایت را به وجود بیاورد و با تمام نسخه‌های موجود قهرمانان جنگید و بعد از مدتی با یک دروازه رفت به آغاز مولتیورس تا بتواند تمام مولتیورس را در آینده تابع دنیای آنتی ماده کند. در آنجا اسپکتر در برابرش ایستادگی کرد، اما جنگ این دو منجر به نابودی بیشتر مولتیورس شد. بعد از آن تنها چند جهان باقی ماند که آنها به یک مولتیورس یکپارچه و واحد تبدیل شد اما باز آنتی مانیتور به آنها چشم داشت و به آنها حمله کرد ولی توسط بعضی از قهرمان‌ها و اسپکتر توانستند او را بفرستند به دنیای آنتی ماده که در راه به یک ستاره ابر نواختر آبی برخورد کرد و آن را با خود به دنیای پادماده برد که باعث ناپایدار شدن انرژی آن ستاره شد و نزدیک بود که دنیای آنتی ماده را از بین ببرد.

## توانایی‌ها و قدرت‌ها
آنتی-مانیتور یکی از نیرومندترین دشمنانی محسوب می‌شود که ابرقهرمانان دنیای دی‌سی با آن روبرو شده‌اند. او به تنهایی، بیش از هر شخصیت شرور دیگری در دی‌سی، مسئول مرگ و میر انسان‌هاوموجودات دیگر است و تاکنون بینهایت جهان را از بین برده‌است. او علاوه بر در اختیار داشتن حجم گسترده فیزیکی (که از چندین متر تا صدها متر متغیر است) موفق به جذب و نابودی جهان‌های بی‌شماری شده‌است. بر طبق گفته‌های خود او، بیش از هزاران جهان تا کنون از بین رفته‌اند. حتی شخصیت ابرقدرتی همانند اسپکتر که توسط بسیاری از جادوگران نیرومندبه طرز وحشتناکی تقویت وقویترشده بود، قادر به شکست دادن او نبود؛ بنابراین او از قدرت کافی برای از بین بردن جهان برخوردار بود. او همچنین مسئول مرگ بری آلن است، شخصیت ابرقهرمانی که با عنوان فلش شناخته می‌شود.
آنتی-مانیتور توانایی جذب و ایجاد انرژی و امواج را دارد که قادر به تخریب مواد به ابتدایی‌ترین سطح ممکن خود است. او همچنین دارای قدرت، پایداری و آسیب‌ناپذیری فوق‌العاده‌ای است. او شخصاً و به‌طور همزمان با قوی‌ترین ابرقهرمان‌ها از صدها جهان مختلف، بدون هرگونه آسیبی به مبارزه پرداخته‌است. او توان مقاومت در برابر ضربات سوپرمن را داشت، و حتی از ستاره آبی ابرنواختر نیز جان سالم به در برد. اما مخرب‌ترین قدرت او، توانایی جذب انرژی از محیط اطراف به خودوجهان‌ها است. او یکبار با پادماده جهان خود ترکیب شد و حتی فراتر از آن سعی در جذب انرژی تمامی جهان‌ها نمود. او قادر به تقویت و افزایش بیش از حد قدرت‌های دیگر مخلوقات است (به عنوان مثال کاری که با سایکو-پایرت انجام داد و قدرت او به حدی افزایش یافت که توان کنترل آن را نداشت).